# EBLM J0555-57
EBLM J0555-57は、地球から見てがか座の方向に、約630光年離れた位置にある、3つの恒星から成る連星系である。この中で、主星EBLM J0555-57 Aを公転しているEBLM J0555-57 Abは、発見されている中で、最も小さな恒星として知られている。

## 特徴
| 木星 | EBLM J0555-57 Ab |
| ---- | ---------------- |
| 木星 | Exoplanet        |

EBLM J0555-57は、元は2.5度離れた2つの恒星から成る連星だとされていた。スペクトル分類ははっきりしていないが、太陽に似通った組成を持つと思われる。金属量は太陽よりも少ない。EBLM J0555-57の他に「2MASS J05553262-5717261」や、ガイア計画の対象になっているため、「Gaia 4765618608388715776」とも呼ばれる。
2017年7月、主星EBLM J0555-57 Aの手前を、別の天体が通過する様子が太陽系外惑星探査プロジェクトスーパーWASPによって観測された。その天体は、Aを公転しているため、主星をEBLM J0555-57 AaとしてEBLM J0555-57 Abと命名された。後の観測で、この天体が、木星の85倍の質量と、84%の半径しか持たない、極めて小型の恒星である事が判明した。木星質量の85倍は、褐色矮星の質量の上限（木星質量の75倍）に近く、半径はメートル法に換算すると60,053kmになり、これは土星の60,268kmよりもわずかに小さい大きさである。このサイズは、現在観測されている恒星の中では最小である。EBLM J0555-57 Aaからは約1,300万kmしか離れておらず、公転周期は約1週間しかない。軌道離心率0.09のほぼ真円の軌道で、EBLM J0555-57 Aaを公転している。